# Sacirema infelix
Sacirema infelix är en stekelart som först beskrevs av Dalla Torre 1898.  Sacirema infelix ingår i släktet Sacirema och familjen bracksteklar. Inga underarter finns listade i Catalogue of Life.